# Chaîne humaine pour le droit à décider du Pays basque de 2014

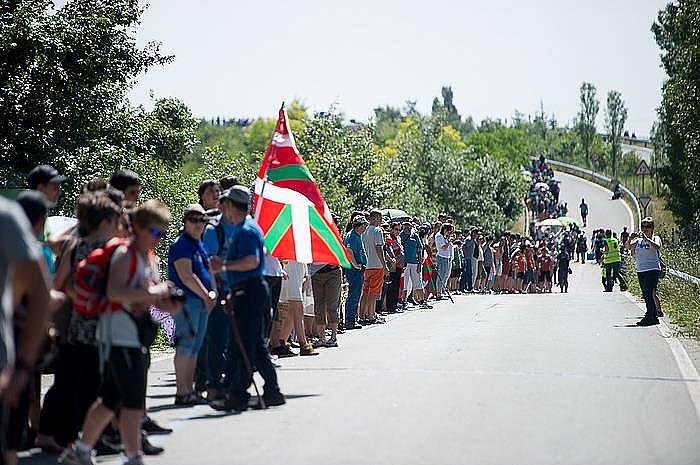
La chaîne humaine pour le droit à décider du Pays basque.

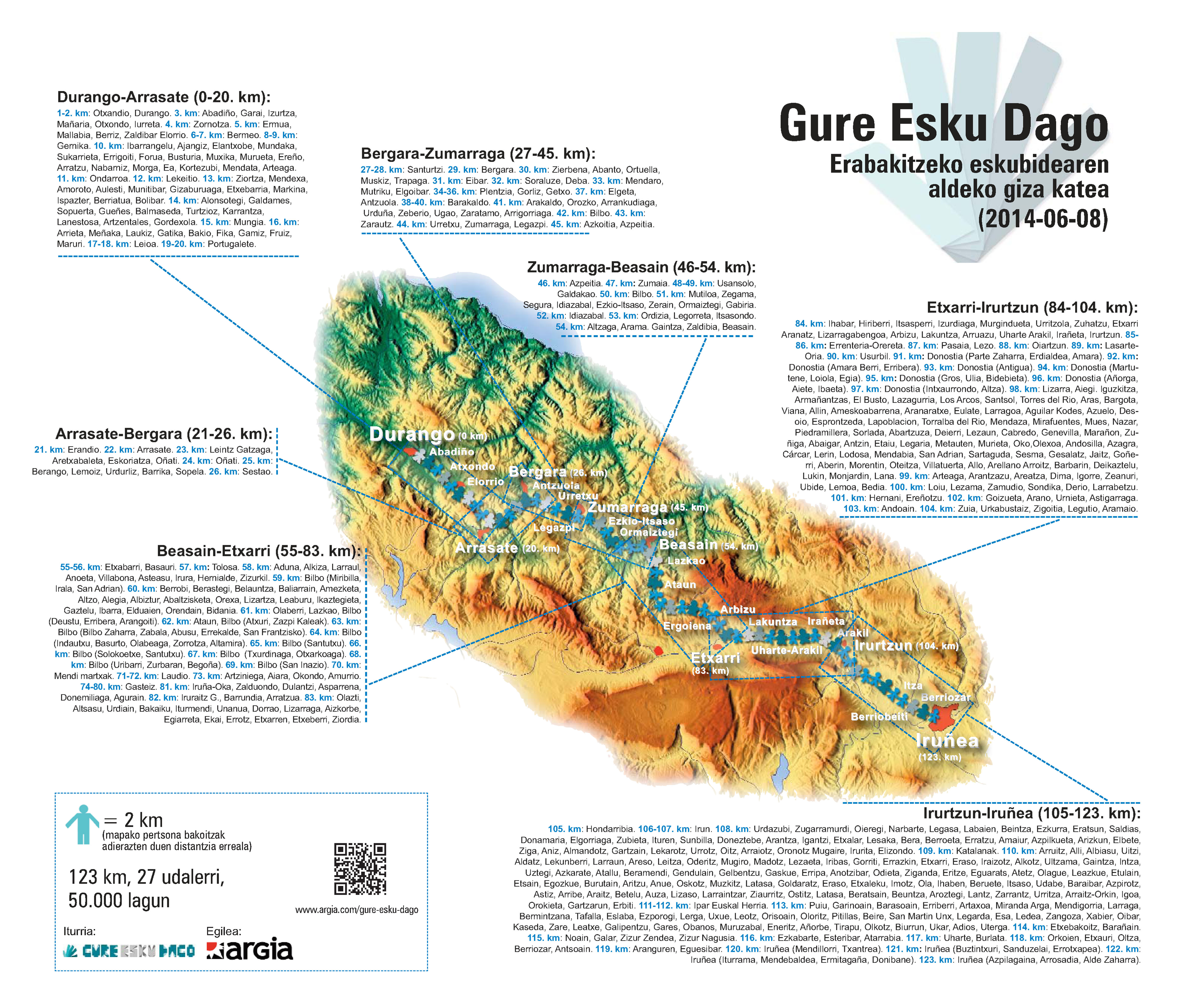
Carte du parcours

La chaîne humaine pour le droit à décider du Pays basque est une chaîne humaine organisée par la plateforme citoyenne Gure Esku Dago (« c'est entre nos mains ») pour réclamer un référendum d’autodétermination du Pays basque.
Cette chaîne humaine eut lieu le 8 juin 2014, sur les 123 kilomètres reliant Durango en Biscaye à Pampelune (Navarre), et rassembla environ 150 000 personnes selon ses organisateurs. 
La chaîne était organisée sur le modèle de la Voie catalane, une manifestation semblable qui avait réuni des centaines de milliers de personnes en septembre 2013 en Catalogne,.
Soutenue par les partis indépendantistes, le président du Parti nationaliste basque, Andoni Ortuzar, était également présent. Plus de 900 autocars ont été mobilisés pour acheminer les participants tout le long du parcours, tandis que 2 500 volontaires assuraient la logistique.

## Photographies

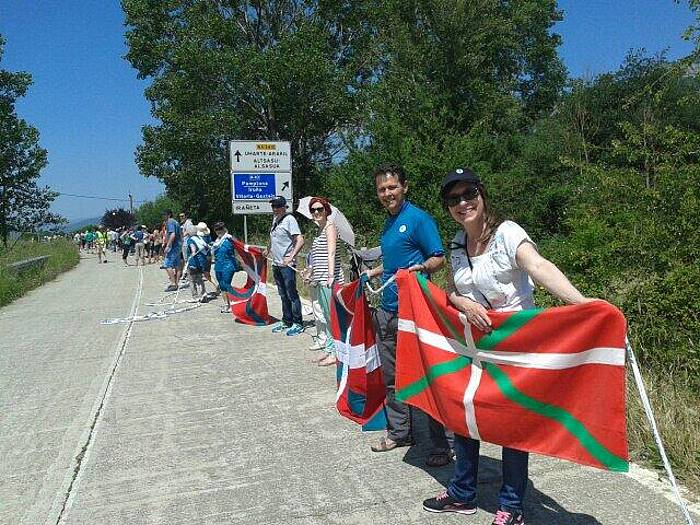
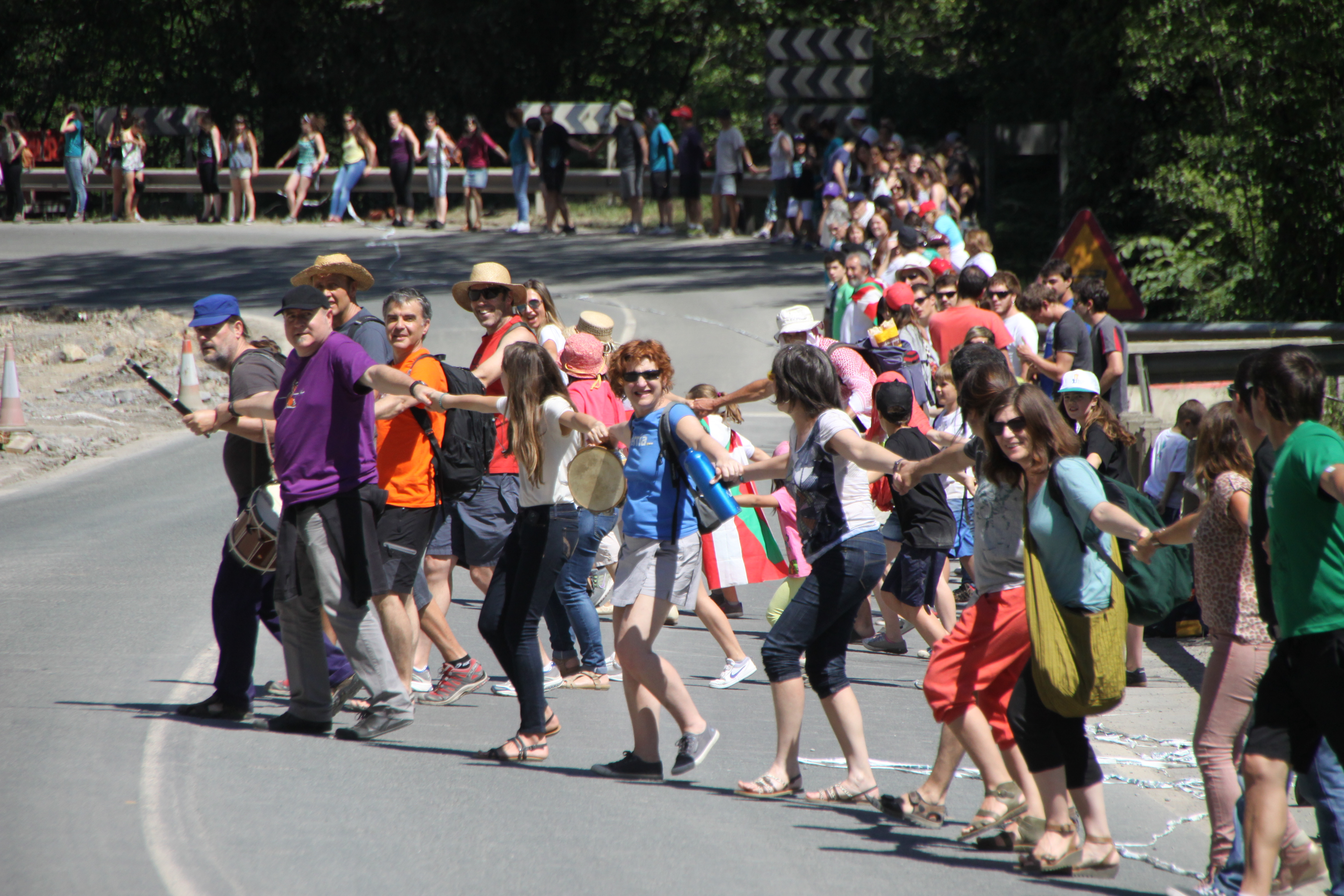
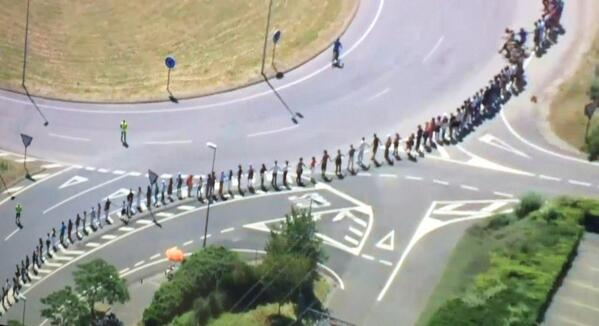
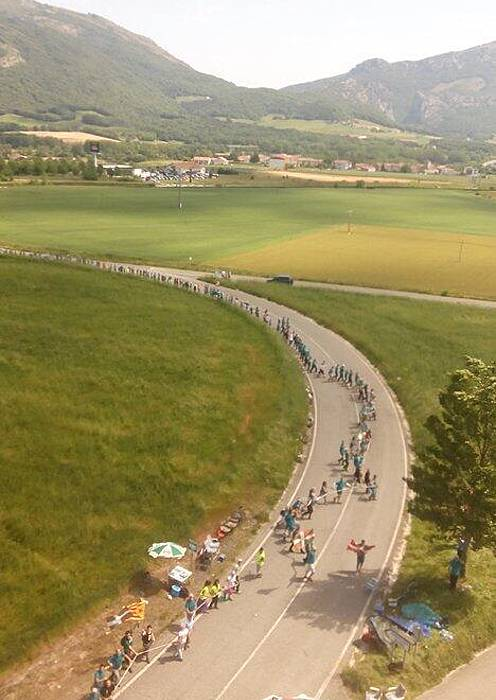
Navarre.
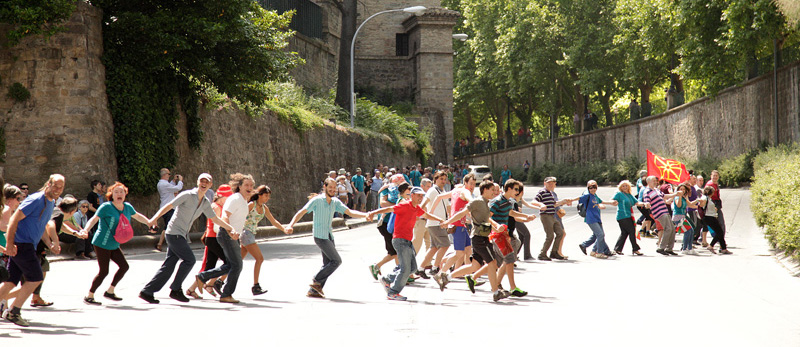
Pampelune.
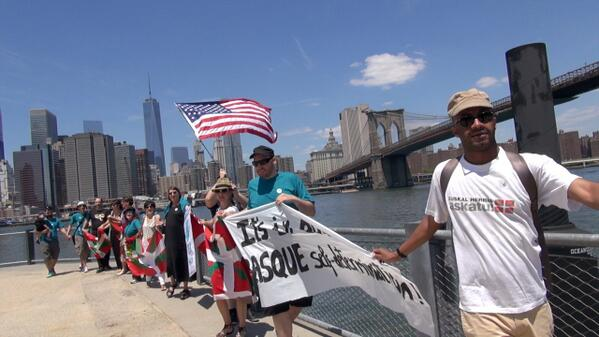
New York.
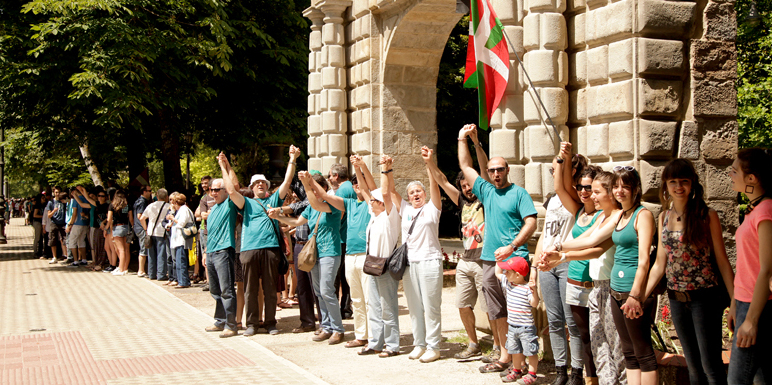
Pampelune.